# Ecce Homo (obraz Caravaggia)
Ecce Homo – obraz olejny włoskiego artysty barokowego Caravaggia.

## Losy obrazu
Atrybucja obrazu nie jest pewna, część źródeł ją kwestionuje. Według Giambatista Cardi, wnuka florenckiego malarza i architekta Cigoli, kardynał Massimo zamówił obrazy na temat Ecce homo jednocześnie u trzech malarzy: Cigoli, Passignano i Caravaggia. Przyjmuje się, że dzieło powstało w latach 1604–1606, według części krytyków dzieło powstało dopiero w 1608 w czasie pobytu Caravaggia w Messynie. Obraz przez stulecia był zapomniany i przed II wojną światową znajdował się w szkole morskiej w Genui, sądzono wówczas, że jest to kopia wykonana przez Lionello Spadę. W czasie bombardowania miasta w 1944 obraz przewieziono do muzeum w Palazzo Ducale, gdzie odkryto go dopiero w 1953 w czasie inwentaryzacji zbiorów. Obecnie eksponowany jest w galerii Palazzo Bianco w Genui.

## Opis obrazu
Caravaggio przedstawił scenę opisaną w Ewangelii św. Jana, po ubiczowaniu i poniżeniu Chrystusa, Poncjusz Piłat prezentuje go tłumowi ze słowami Ecce homo (łac. Oto człowiek, Jan 19,5). Artysta skupił się na postaci Zbawiciela, którą przedstawił oświetloną jaskrawym światłem z lewej strony płótna. Chrystus jest obnażony, jedynie biodra ma przesłonięte białą opaską, trzyma trzcinę, wciśniętą mu przez szyderców w skrępowane ręce. Stojący za nim pachołek zdejmuje mu z ramion purpurowy płaszcz, odsłaniając ramiona. Stojący po prawej Piłat kieruje otwarte dłonie ku Chrystusowi i patrząc w stronę widza, wydaje się pytać, co ma uczynić.
Obraz ma ciemne tło, scena jest oświetlona ostrym światłem z lewej strony, co umożliwiło malarzowi wykorzystanie walorów światłocienia. Kolorystyka jest ciepła, niemal monochromatyczna, dominują odcienie brązów przechodzące od bieli do głębokiej czerni.

## Nawiązania i interpretacje

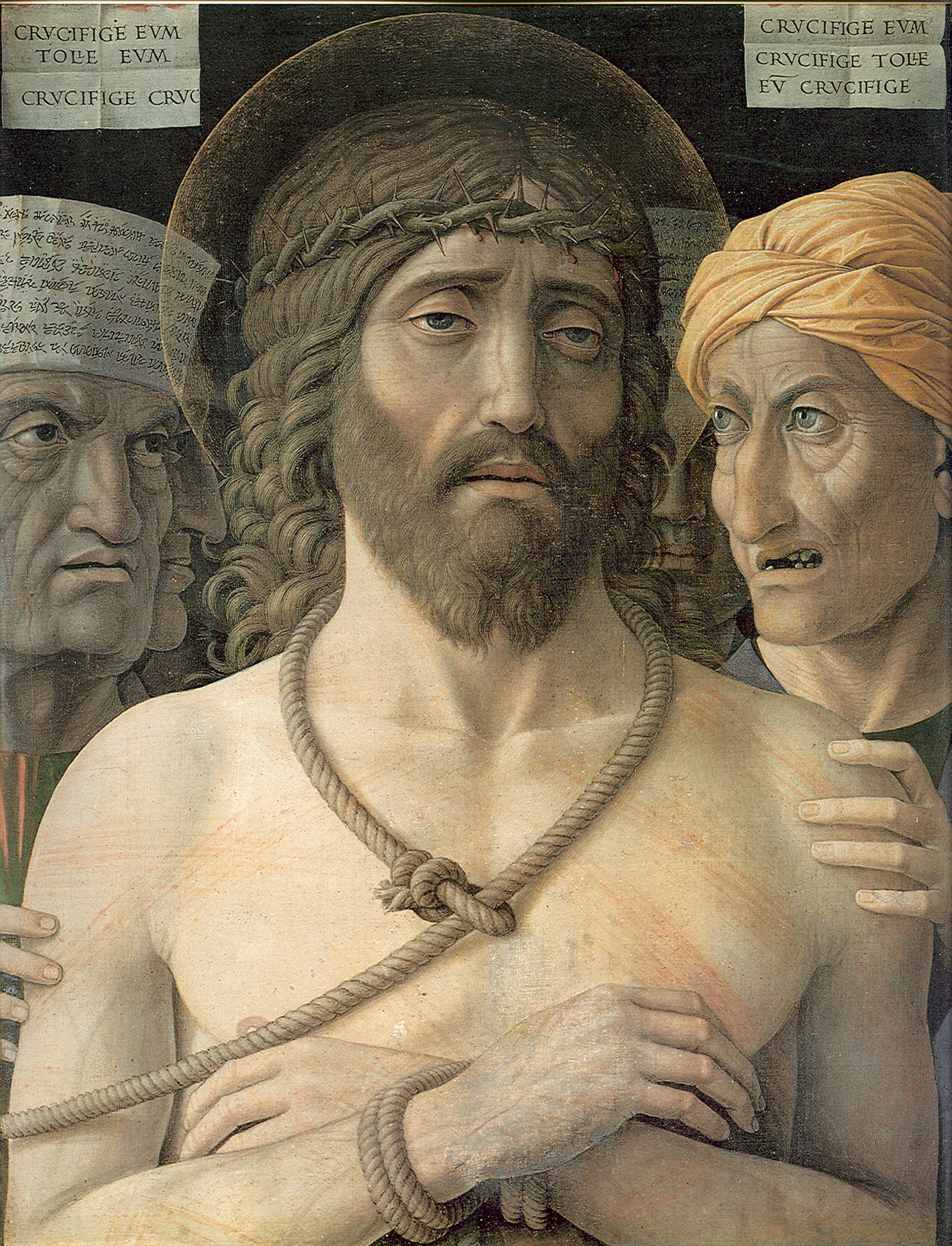
Andrea Mantegna, Ecce Homo, ok. 1500

Motyw Ecce homo był popularny w malarstwie XV i XVI wieku. Poruszali go tacy twórcy jak: Hieronim Bosch, Andrea Mantegna, Correggio, Tycjan i Jacopo Tintoretto, a w XIX wieku Polak Adam Chmielowski.
Wizja Caravaggia odbiega od relacji biblijnej, ciało Jezusa nie nosi żadnych śladów przemocy, jedynie łagodnie zarysowana korona cierniowa, jest świadectwem niedawnego męczeństwa. Jest to celowy zabieg artysty, który wolał się skupić na cierpieniu wewnętrznym. Twarz Chrystusa wyraża spokój i skupienie, pogodzenie się z losem i Ofiarą. Swoją postawą może nawiązywać do słów, które później wypowie na Krzyżu: Ojcze przebacz im, ponieważ nie wiedzą co czynią (Łk 23, 34).
Przedstawienie Caravaggia, w porównaniu do ujęć innych twórców, wyróżnia realizm. Poncjusz Piłat ma na sobie strój, w którym wygląda jak XVII-wieczny urzędnik, oprawca stojący z tyłu bardziej przypomina współczesnego malarzowi rzezimieszka niż rzymskiego żołnierza. Potwierdza to pogląd, że artysta malował z natury, dobierając modeli ze swojego otoczenia.